# Jungornis
Jungornis is een geslacht van uitgestorven kolibrie-achtigen uit het Laat-Eoceen en Vroeg-Oligoceen van Europa. 

## Fossiele vondsten
Het geslacht Jungornis omvat twee soorten. De typesoort J. tesselatus is bekend van fossiele vondsten in de Kaukasus uit het Vroeg-Oligoceen (30-35 miljoen jaar geleden). De tweede soort J. geraldmayri werd in 2006 beschreven aan de hand van een opperarmbeen uit de Phosphorites du Quercy met een ouderdom van 36,5 miljoen jaar.

## Kenmerken
De anatomie van de vleugels en schoudergordel wijst er op dat Jungornis aanpassingen voor een helikoptervlucht zoals kolibries.